# Convention nationale baptiste du Venezuela
La Convention nationale baptiste du Venezuela (espagnol : Convención Nacional Bautista de Venezuela) est une association chrétienne évangélique d'églises baptistes au Venezuela. Elle est affiliée à l’Alliance baptiste mondiale. Son siège est situé à Caracas.

## Histoire

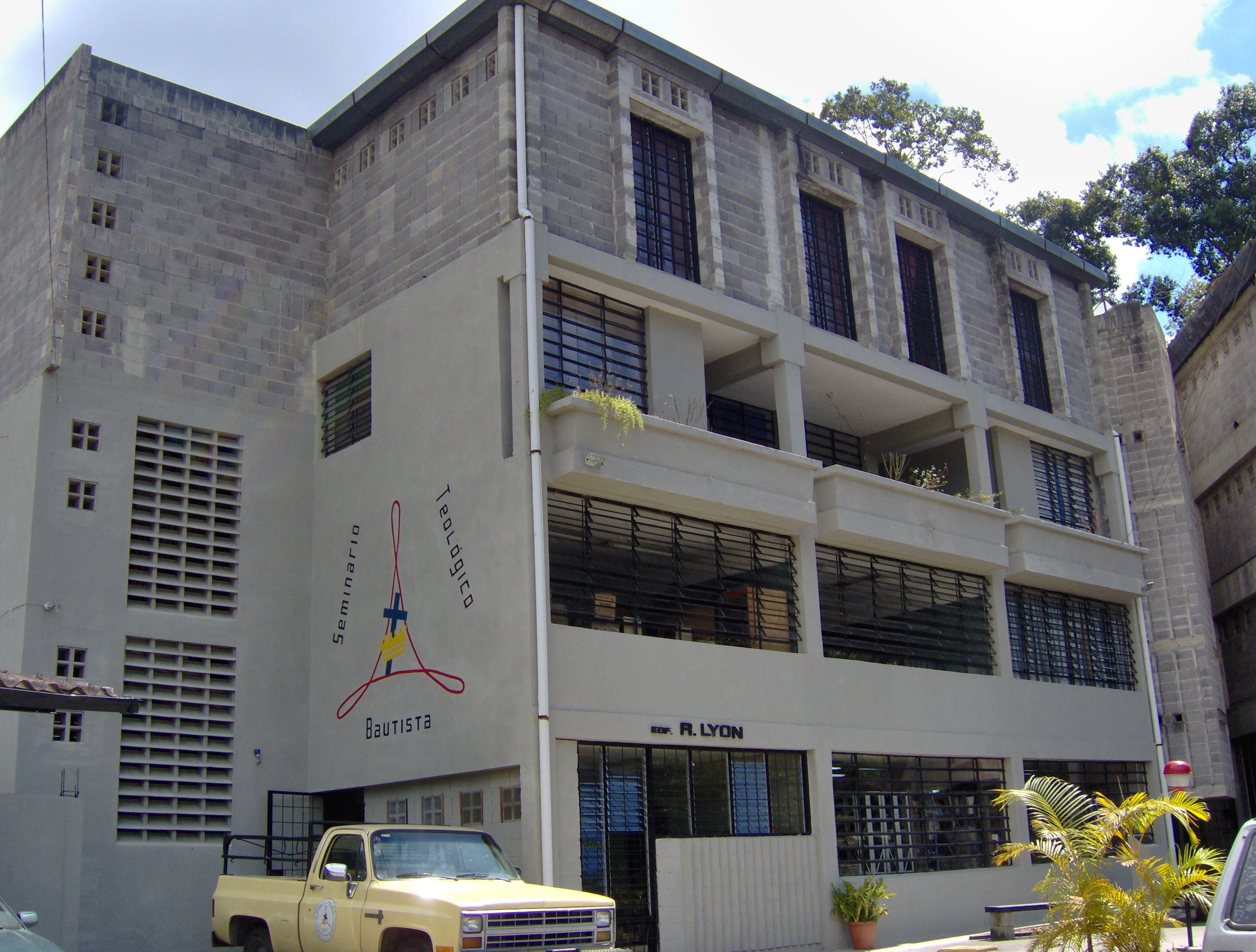
Séminaire théologique baptiste du Venezuela à Los Teques.

La Convention a ses origines dans une mission américaine du Conseil de mission internationale en 1946 à Caracas . Elle est officiellement fondée en 1951 par six églises. Selon un recensement de l’association, en 2023 elle dit avoir 725 églises et 45.000 membres.

## Écoles
En 1956, elle a fondé le Séminaire théologique baptiste du Venezuela à Los Teques .